# WOW Cargo Alliance

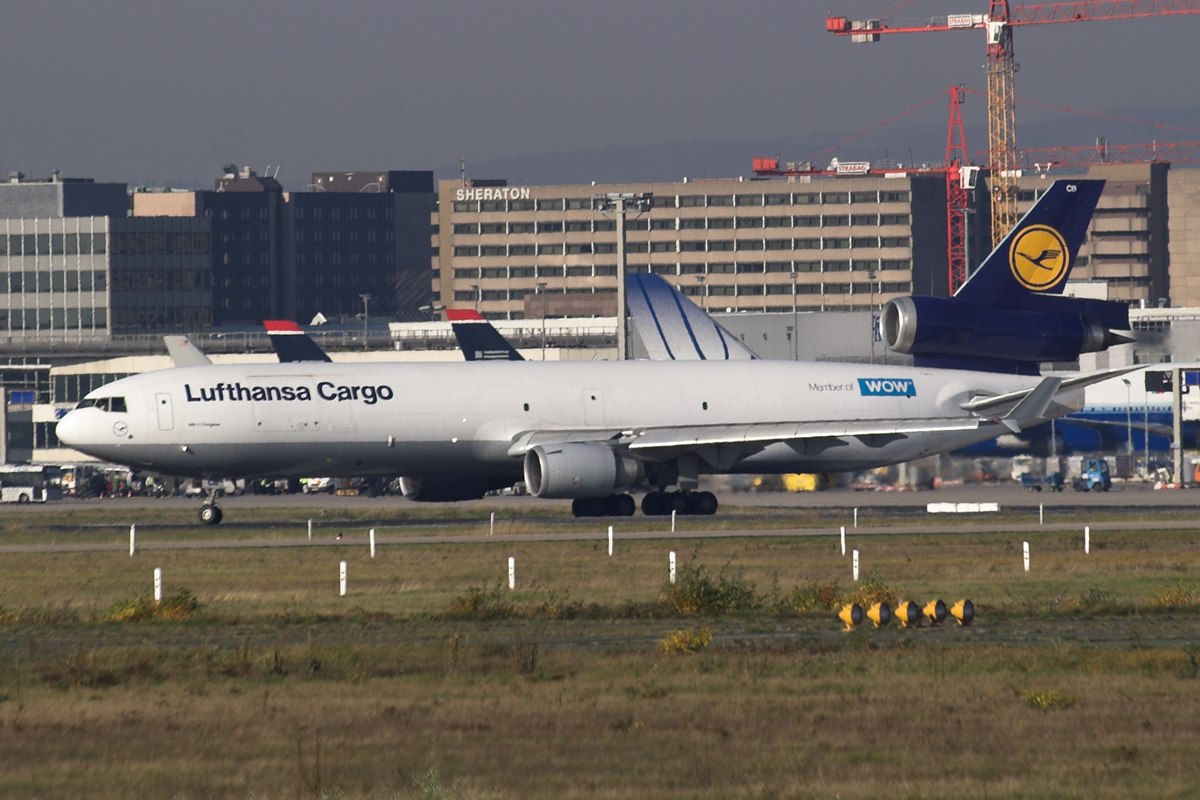
Lufthansa Cargo MD-11F

WOW Cargo Alliance es una alianza global entre Lufthansa Cargo (Lufthansa, Thomas Cook, SunExpress), SAS CargGroup o Group (Scandinavian Airlines, SAS Braathens, Widerøy, Sterling Airways), Singapore Airlines Cargo y JAL Cargo.

## Historia
- 2000 Wow Alliance es fundada por SAS Cargo Group, Lufthansa Cargo y Singapore Airlines Cargo.
- 2002 JAL Cargo se une al grupo

Miembros
Lufthansa Cargo
Singapore Airlines Cargo
SAS Braathens
Sas cargogroup
JAL Cargo.